# Kalle Träskalle-hatten
Kalle Träskalle-hatten (finska: Puupäähattu) är en finländsk utmärkelse, instiftad av Finlands serieförening (Suomen sarjakuvaseura). Den delas sedan 1972 årligen ut till en förtjänt finländsk serieskapare. Första prismottagare var Toto Fogelberg-Kaila, dåvarande tecknare av den tecknade serien Kalle Träskalle och dotter till seriens skapare Ola Fogelberg.
Priset består av en hatt av samma slag som Kalle Träskalle har i serierna och filmerna. Denna är en hög och rundad svart hatt med ett stort tvärgående vitt band över det lilla brättet. Dessutom är hatten smyckad med en istucken blomma.

## Mottagare
Nedanstående lista förtecknar de olika mottagarna av priset. Fram till och med 1987 delades inte priset ut vissa år; å andra sidan har priset vid minst fyra tillfällen samtidigt delats ut till två personer. Den första prismottagaren Toto Fogelberg-Kaila var vid tillfället själv tecknare av serien Kalle Träskalle och noteras ibland inte som en officiell mottagare av priset.
- 1972 – Toto Fogelberg-Kaila (främst känd för Kalle Träskalle)
- 1973 – Veikko Savolainen (Joonas)
- 1975 – Asmo Alho (Kieku ja Kaiku)
- 1978 – Tarmo Koivisto (Mämmilä)
- 1979 – Veli-Pekka Alare (Pekko)

1980-talet
- 1980 – Tove Jansson och Lars Jansson (Mumintrollen)
- 1981 – Mauri Kunnas (Nyrok City)
- 1982 – Erkki Tanttu (Rymy-Eetu)
- 1983 – Jorma "Jope" Pitkänen (Näkymätön Viänänen)
- 1984 – Kari Suomalainen (Wälskärin kertomuksia)
- 1985 – Kari Leppänen (Raiden)[förtydliga]
- 1988 – Usko Laukkanen (Masto ja Märssy)
- 1989 – Timo Mäkelä (Peikkonen, Häjyt)

1990-talet
- 1990 – Touko Laaksonen med artistnamnet Tom of Finland (Kake, Mike)
- 1991 – Kivi Larmola
- 1992 – Jyrki "Jykä" Paavola och Risto "Rike" Nurisalo (Puutaheinää)
- 1993 – Riitta Uusitalo (Nasu, Tipu Laitinen)
- 1994 – Pauli Kallio (Kramppeja & nyrjähdyksiä)
- 1995 – Pentti Otsamo (FC Palloseura)
- 1996 – Egon Meuronen och Olavi Vikainen
- 1997 – Matti Hagelberg (B.E.M.)
- 1998 – Pauli Heikkilä och Markku Paretskoi (Vanhat herrat)
- 1999 – Kati Kovács

2000-talet
- 2000 – Jussi "Juba" Tuomola (Viivi ja Wagner)
- 2001 – Jukka Tilsa (Postimies Niilo, Sekametsä)
- 2002 – Petri Hiltunen (Praedor, Väinämöisen paluu)
- 2003 – Katja Tukiainen (Hyvät Hyssykät)
- 2004 – Timo Aarniala
- 2005 – Jii Roikonen (Jasso)
- 2006 – Ilkka Heilä (B. Virtanen)
- 2007 – Marko Turunen (Pohja, Kuolema kulkee kintereillä och Lihat puntarissa)
- 2008 – Juho Juntunen (Paholaisen morsian)
- 2009 – Ville Ranta (Sade)

2010-talet
- 2010 – Tiina Pystynen
- 2011 – Tommi Musturi (Toivon kirja)
- 2012 – Kaisa Leka (I Am Not These Feet)
- 2013 – Heikki Paakkanen
- 2014 – Terhi Ekebom (Kummituslapsi)
- 2015 – Kari Korhonen (Kalle Anka)[4]
- 2016 – Ville Pirinen (Ornette Birks Makkonen)
- 2017 – Tiitu Takalo[5]
- 2018 – Martti Sirola[6]
- 2019 – Sari Luhtanen[7] och Tiina Paju[8]

2020-talet
- 2020 – Petteri Tikkanen
- 2021 – Hanneriina Moisseinen
- 2022 – Harri "Wallu" Vaalio (Mikrokivikausi)
- 2023 – Mari Ahokoivu
- 2024 – Pekka A. Manninen
- 2025 – Ulla Donner